# Église Notre-Dame de Gouaux
L'église Notre Dame de Gouaux est une église catholique du XIXe siècle située à Gouaux, dans le département français des Hautes-Pyrénées en France.

## Localisation
L'église Notre-Dame est située au centre du village.

## Historique
L'église actuelle a été reconstruite au début du XIXe siècle.

La porte d'entrée, de style néo-classique, est surmontée d'un fronton triangulaire. Ce dernier porte la date de la première campagne de reconstruction en 1805 et est décorée de balustres et de pots. La nef a été agrandie au sud en 1814 par la construction d'un bas-côté.

À partir de 1857, l'église, qui n'était jusqu'alors qu'une annexe de la cure de Grézian, devient une église paroissiale indépendante.

## Architecture
L'église, avec son imposant clocher-tour recouvert d'un toit à l'impériale, se termine par un chevet plat. L'intérieur est divisé en deux vaisseaux : une nef dotée d'une fausse voûte en berceau plein cintre et un bas côté sud couvert d'une fausse voute en berceau brisé. Les ouvertures du bas-côté sud éclairent l'intérieur de l'édifice, tandis que le mur nord, aveugle, isole l'édifice du froid comme dans la plupart des édifices des vallées. Au sud est se trouve la sacristie.

L'église possède deux autels associés à des retables des XVIIIe siècle et XIXe siècle. Le retable du maître-autel représente en son centre une Assomption de la Vierge. Le retable de l'autel secondaire dit du Rosaire, situé dans le bas-côté sud, reçoit une statue de Notre Dame-du-Rosaire encadrée de deux scènes de la vie de Marie.

L'église abrite également, dans la tribune, un orgue du XIXe siècle installé dans l'église en 1856.

## Galerie de photos

Sélection de vues diverses
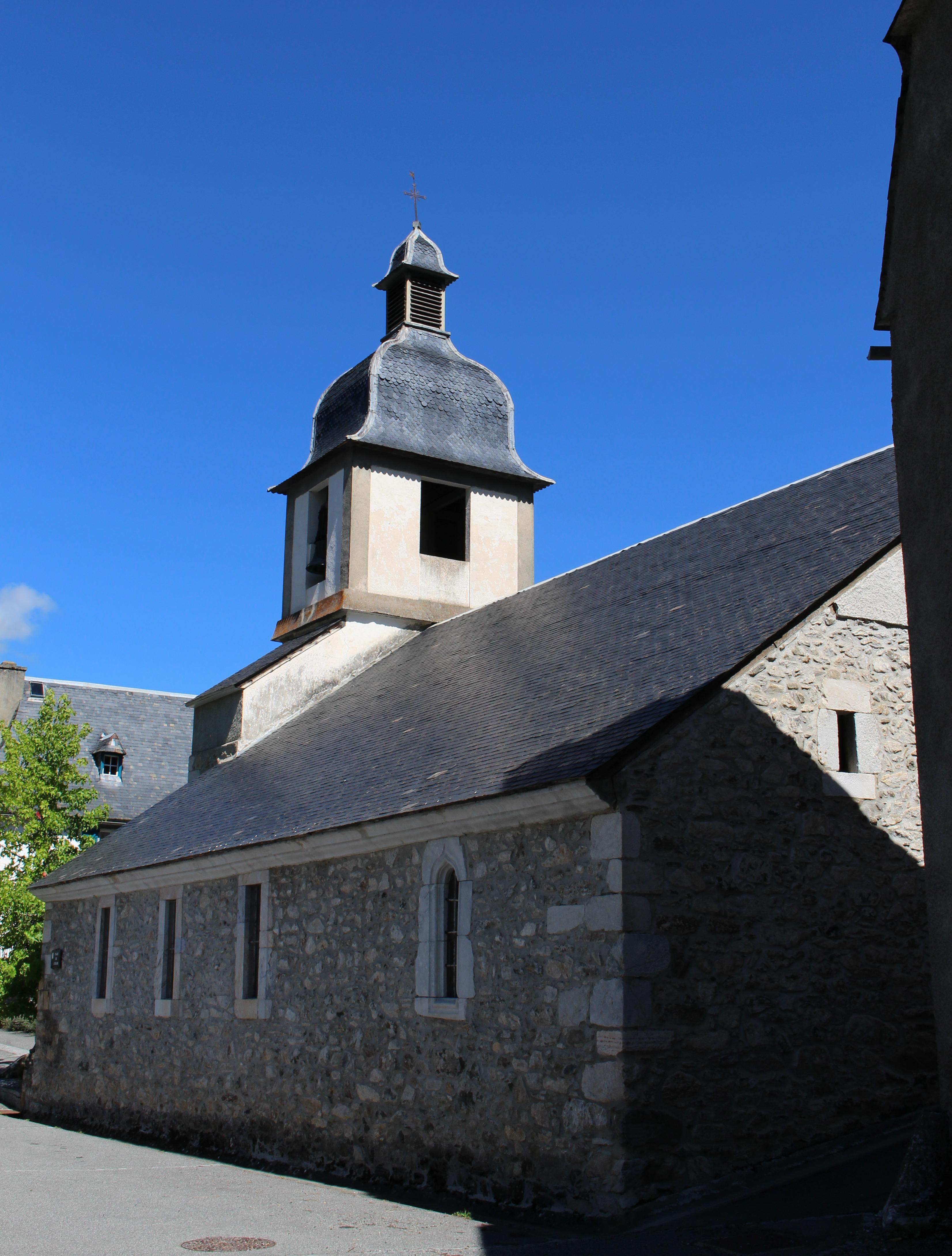
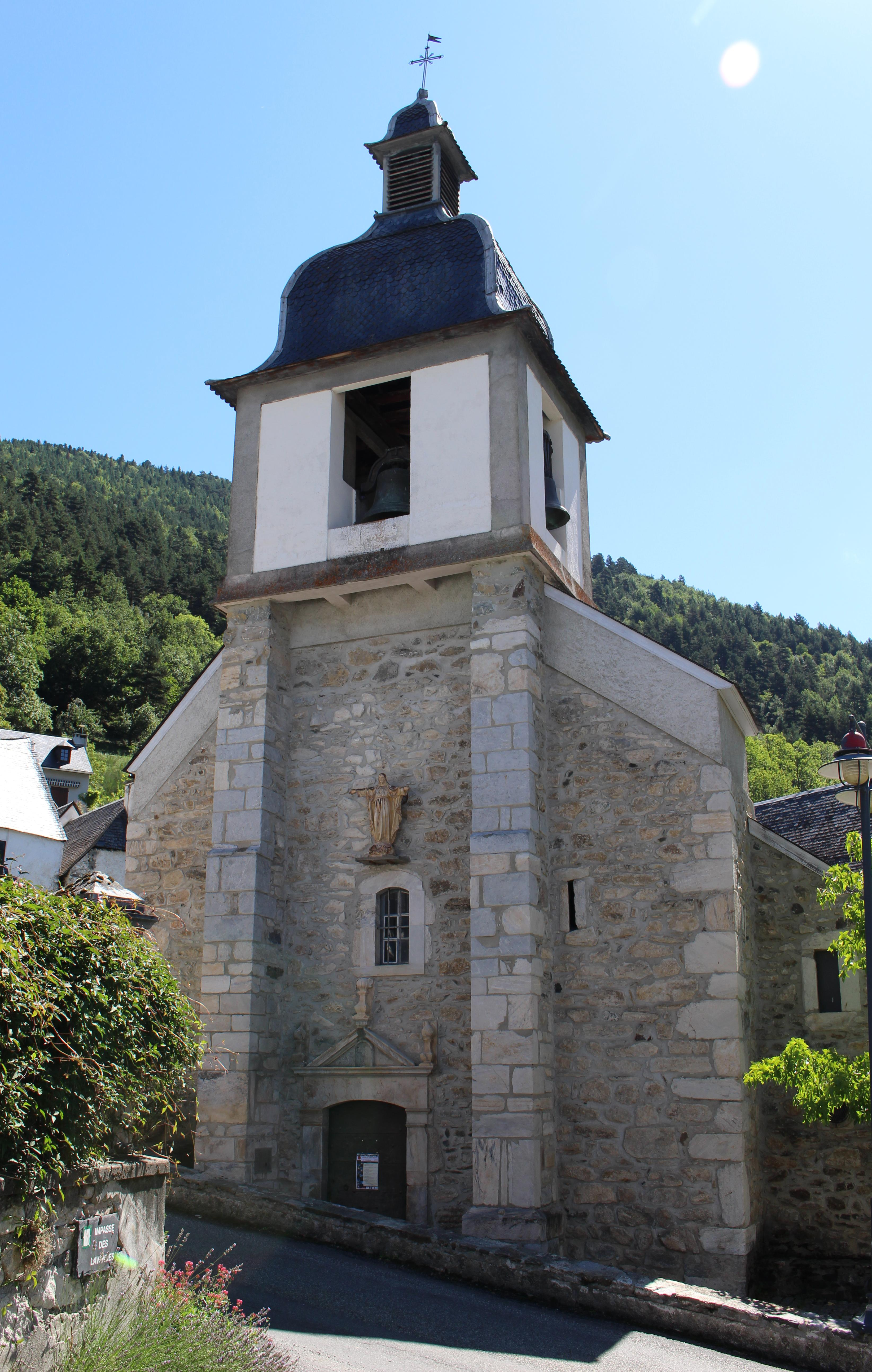
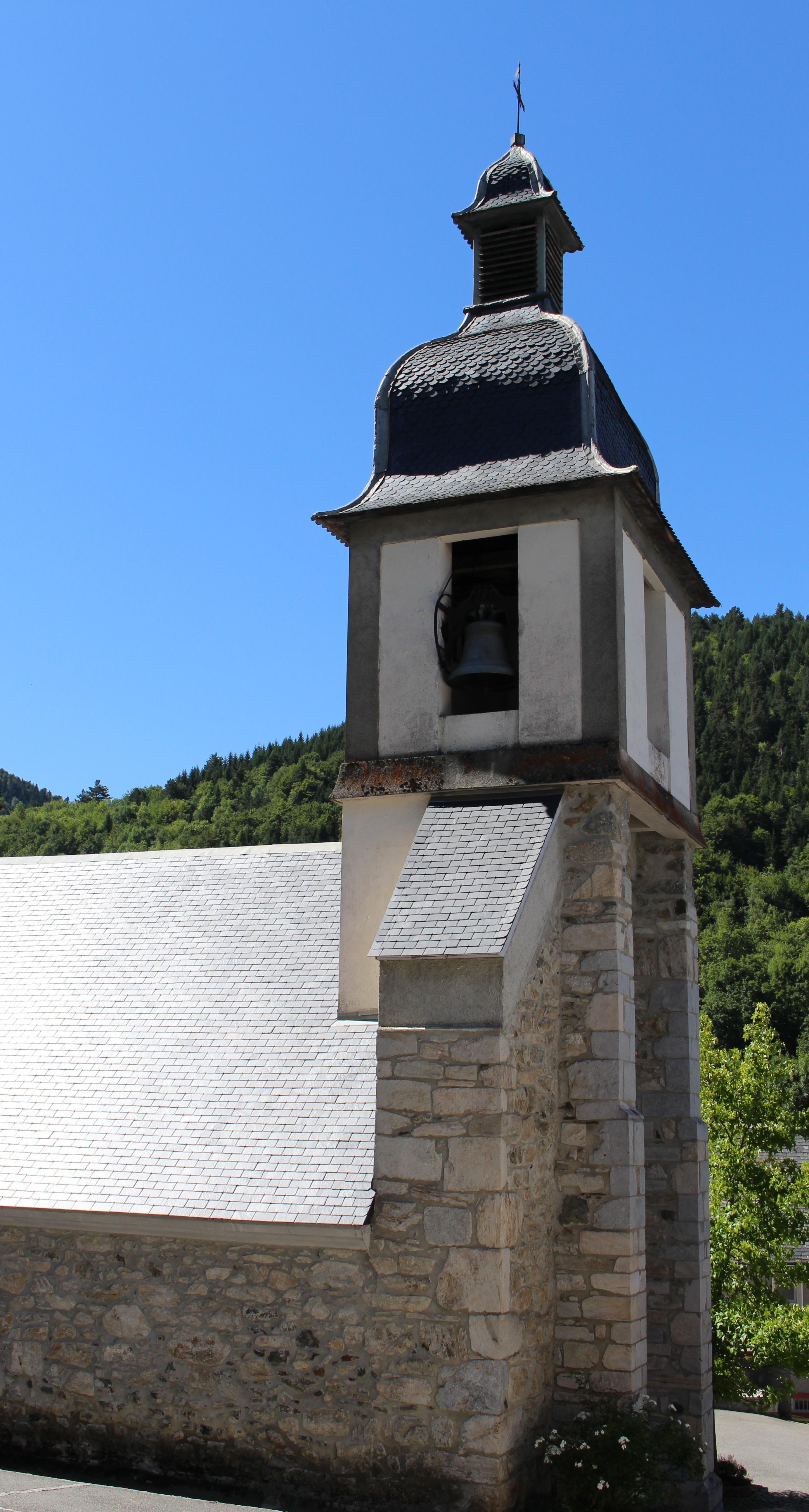
Campanile.
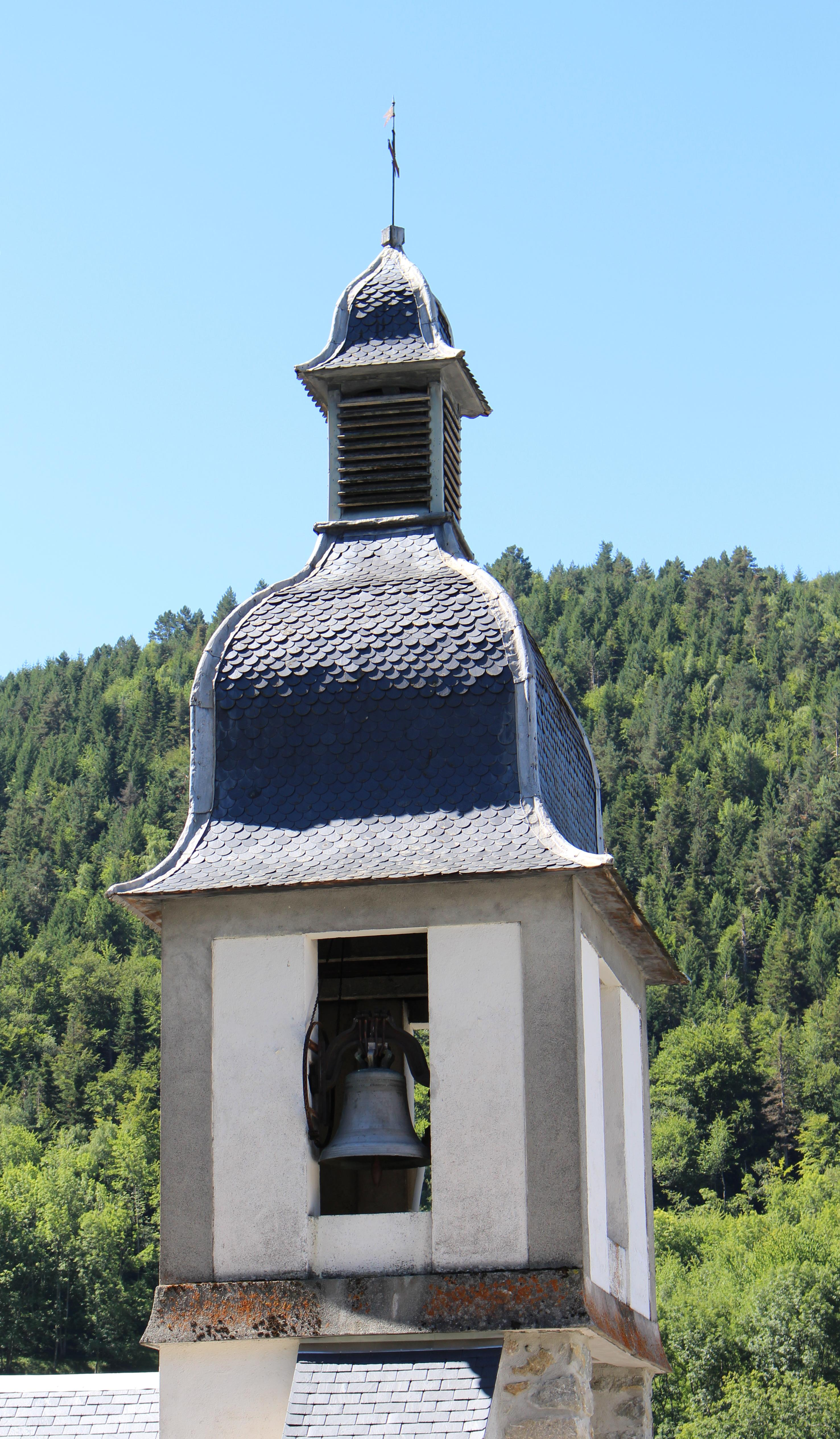
Clocher.
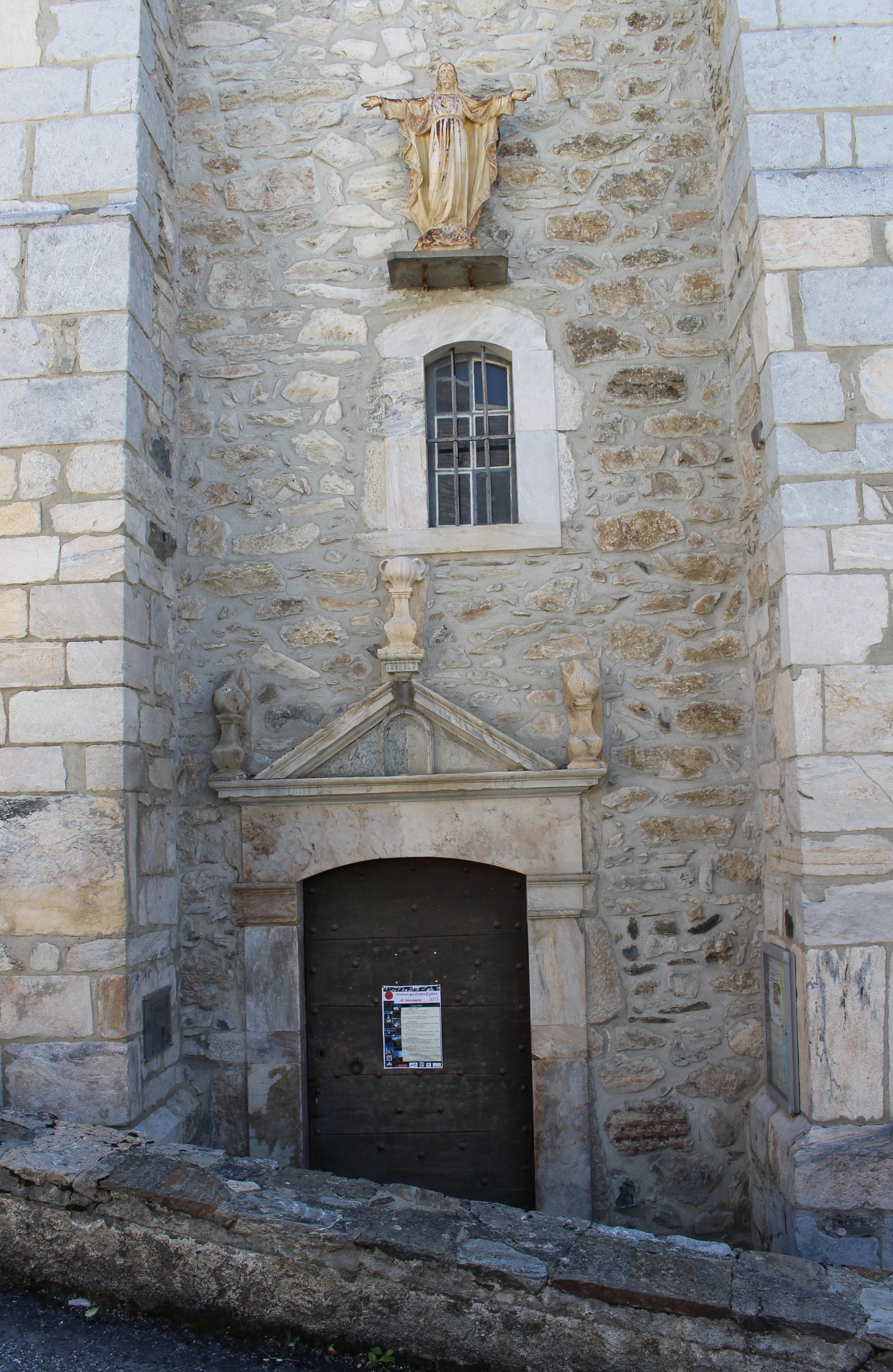
Entrée.